# Once Caldas
Once Caldas este o echipă de fotbal din Manizales, Columbia. A fost fondată în 1959.

## Titluri

### Interne
- Categoría Primera A
  - Câștigători (4): 1950, 2003–I, 2009–I, 2010–II
- Copa Colombia
  - Vice-campioni (2): 2008, 2018

### Internaționale
- Copa Libertadores
  - Câștigători (1): 2004
- Recopa Sudamericana
  - Vice-campioni (1): 2005
- Cupa Intercontinentală
  - Vice-campioni (1): 2004

## Lotul actual
La 1 februarie 2025. 
| Nr. |          | Poziție | Jucător                                          |
| --- | -------- | ------- | ------------------------------------------------ |
| 2   | Columbia | M       | Juan Camilo García                               |
| 3   | Columbia | F       | Jerson Malagón                                   |
| 4   | Columbia | F       | Mateo Rodas                                      |
| 5   | Columbia | M       | Iván Rojas                                       |
| 6   | Columbia | M       | Juan Carlos Díaz                                 |
| 7   | Columbia | A       | Michael Barrios                                  |
| 8   | Columbia | M       | Esteban Beltrán                                  |
| 9   | Bolivia  | A       | Gilbert Álvarez                                  |
| 12  | Columbia | P       | James Aguirre                                    |
| 13  | Columbia | F       | Daniel Quiñones                                  |
| 14  | Columbia | A       | Jefry Zapata (împrumutat de la Cúcuta Deportivo) |
| 15  | Columbia | F       | Juan Felipe Castaño                              |
| 16  | Columbia | A       | Joel Contreras                                   |
| 17  | Columbia | A       | Dayro Moreno (căpitan)                           |
| 18  | Columbia | F       | Jáider Riquett                                   |
| 19  | Columbia | M       | Mateo García                                     |

| Nr. |          | Poziție | Jucător                               |
| --- | -------- | ------- | ------------------------------------- |
| 20  | Columbia | M       | Alejandro García                      |
| 21  | Columbia | A       | John Deiby Araujo                     |
| 22  | Columbia | F       | Juan Cuesta                           |
| 24  | Columbia | A       | Luis Palacios                         |
| 25  | Columbia | P       | Juan Gallego                          |
| 26  | Columbia | A       | Santiago Cubides                      |
| 27  | Columbia | A       | Felipe Cifuentes                      |
| 28  | Columbia | M       | Mateo Zuleta                          |
| 30  | Uruguay  | A       | Hugo Dorrego                          |
| 31  | Columbia | M       | Manuel Arteaga                        |
| 32  | Columbia | M       | Juan Betancur                         |
| 33  | Columbia | F       | Juan Patiño (împrumutat de la Bogotá) |
| 34  | Columbia | M       | Jorge Cardona                         |
| 35  | Columbia | P       | Joan Parra                            |
|     | Columbia | F       | Leyder Morán                          |